# Bandiera Rossa

Bandiera Rossa (Bandera Roja) és una cançó popular llombarda emprada com a himne pels socialistes i especialment pels comunistes de la península apenina, tot i que atesa la seua popularitat ha sigut apropiada també per altres moviments d'esquerra d'arreu del món. Naix a Llombardia a principis del segle XX i la seua música prové de cants tradicionals llombards, a la qual posà lletra Carlo Tuzzi en 1908.
Aquest és el text original, que no és la que s'ha cantat habitualment:
Compagni avanti alla riscossa
bandiera rossa bandiera rossa
compagni avanti alla riscossa
bandiera rossa la trionferà.
Bandiera rossa la trionferà
bandiera rossa la trionferà
bandiera rossa la trionferà
evviva il socialismo, evviva la libertà.
Degli sfruttati l'immensa schiera
la pura innalzi rossa bandiera
o proletari alla riscossa
bandiera rossa la trionferà.
Bandiera rossa la trionferà
bandiera rossa la trionferà
bandiera rossa la trionferà
il frutto del lavoro a chi lavora andrà.
Dai campi al mare, dalla miniera
dall'officina, chi soffre e spera
sia pronto è l'ora della riscossa
bandiera rossa la trionferà.
Bandiera rossa la trionferà
bandiera rossa la trionferà
bandiera rossa la trionferà
soltanto il socialismo è vera libertà.
Non più nemici non più frontiere
sono i confini rosse bandiere
o socialisti alla riscossa
bandiera rossa trionferà.
Bandiera rossa la trionferà
bandiera rossa la trionferà
bandiera rossa la trionferà
nel solo socialismo è pace e libertà.
Falange audace cosciente e fiera
dispiega al sole rossa bandiera
lavoratori alla riscossa
bandiera rossa la trionferà.
Bandiera rossa la trionferà
bandiera rossa la trionferà
bandiera rossa la trionferà
evviva il socialismo e la libertà.
De la infinitat de variants que ha tingut el text, ja que era música que acompanyava marxes, mítings i protestes, prenguem esta com la versió canònica, de la qual existeix una històrica gravació. Era a més a més la versió del Partit Comunista Italià: 
Avanti o popolo, alla riscossa,
Bandiera rossa, Bandiera rossa
Avanti o popolo, alla riscossa,
Bandiera rossa trionferà.
Bandiera rossa la trionferà
Bandiera rossa la trionferà
Bandiera rossa la trionferà
Evviva il comunismo e la libertà.
Degli sfruttati l'immensa schiera
La pura innalzi, rossa bandiera.
O proletari, alla riscossa
Bandiera rossa trionferà.
Bandiera rossa la trionferà
Bandiera rossa la trionferà
Bandiera rossa la trionferà
Il frutto del lavoro a chi lavora andrà.
Dai campi al mare, alla miniera,
All'officina, chi soffre e spera,
Sia pronto, è l'ora della riscossa.
Bandiera rossa trionferà.
Bandiera rossa la trionferà
Bandiera rossa la trionferà
Bandiera rossa la trionferà
Soltanto il comunismo è vera libertà.
Non più nemici, non più frontiere:
Sono i confini rosse bandiere.
O comunisti, alla riscossa,
Bandiera rossa trionferà.
Bandiera rossa la trionferà
Bandiera rossa la trionferà
Bandiera rossa la trionferà
Evviva Lenin, la pace e la libertà.

## Curiositats
- Silvio Berlusconi, essent president de la República d'Itàlia, criticava despectivament a uns manifestants que cantaven l'Avanti Popolo. No coneixia el títol de la cançó.